# Злочевский, Николай Владиславович
Никола́й Владисла́вович Злоче́вский (укр. Микола Владиславович Злочевський; род. 14 июня 1966, Киев, УССР, СССР) — украинский предприниматель, президент крупнейшей газодобывающей компании Украины Burisma Holdings.
Министр экологии и природных ресурсов Украины в 2010—2012 годах; основатель международного Форума по энергетической безопасности.

## Биография
Николай Злочевский родился 14 июня 1966 года в Киеве (Украинская ССР).
С 1983 по 1991 год состоял на военной службе в Советской Армии. В 1988 году окончил Киевское высшее инженерное радиотехническое училище ПВО им. Маршала авиации Покрышкина с квалификацией «радиоинженер электронной техники».
После увольнения из рядов Советской Армии и распада Советского Союза, занимался предпринимательской деятельностью. Вместе с тем в 2002 году окончил Международный университет бизнеса и права по специальности «Учёт и аудит», а позднее юридический факультет Одесской юридической академии, получив тем самым три высших образования — военное, юридическое и экономическое.
Согласно рейтингу ТОП-100 самых влиятельных украинцев, составленного журналом «Корреспондент» в 2011 году, Николай Злочевский занял 42 место. По данным издания «Фокус», Николай Злочевский занимает 32 место в рейтинге самых богатых украинцев.

## Бизнес-деятельность

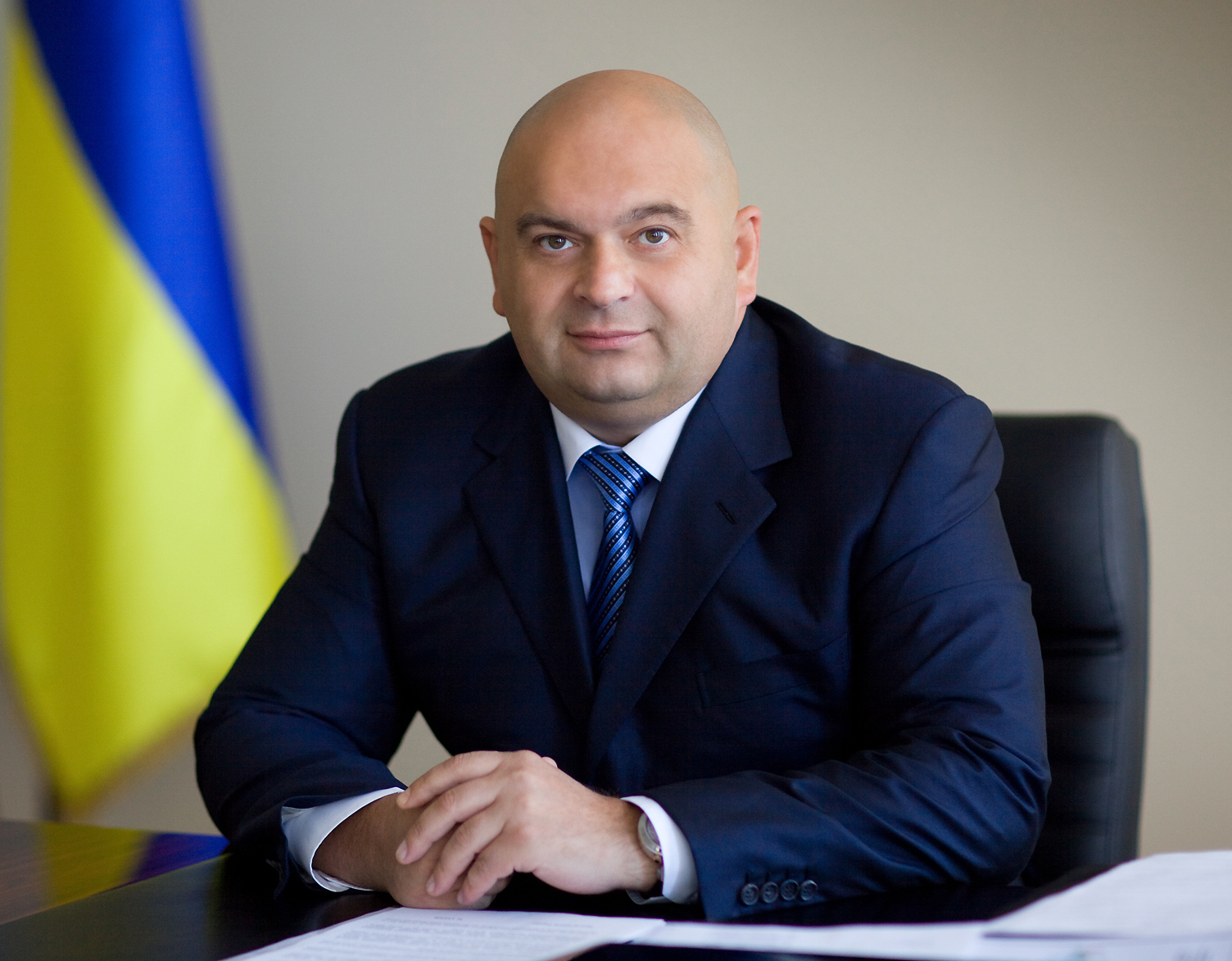
Николай Злочевский

Первым бизнес-проектом Николая Злочевского стала ООО «Инфокс» (Киев), которую он развивал вместе со своим партнёром Николаем Лисиным, занимал сначала должность заместителя директора, а впоследствии — вице-президента «Инфокс». Основным видом деятельности компании была торговля нефтепродуктами. В 1999—2000 годах — глава правления ЗАО «Укрнефтесервис».
После увольнения в 2014 году с государственной службы вернулся в бизнес. В настоящее время основной бизнес-актив Злочевского — газодобывающая компания Burisma Holdings, основанная им ещё в 2002 году (входит в тройку крупнейших независимых газодобытчиков Украины).
В 2016 году Николай Злочевский основал в Монако европейский форум по энергетической безопасности.
Входит в ТОП-100 самых богатых украинцев по версии издания «Новое время» (2017) с состоянием в 535 млн долларов США.
1 ноября 2018 года были введены российские санкции против 322 граждан Украины, включая Николая Злочевского.

## Общественная, политическая и государственная деятельность
С 1998 по 2000 год — член Координационного совета предпринимателей при президенте Украины Леониде Кучме.
3 апреля 2002 года избран народным депутатом Украины IV созыва по многомандатному общегосударственному округу по списку Социал-демократической партии Украины (объединённая) под номером 21. 14 мая 2002-20 мая 2004 года — народный депутат Украины. Входил во фракцию СДПУ(о), член Комитета Верховной рады по вопросам топливно-энергетического комплекса, ядерной политики и ядерной безопасности. Также входил в состав Постоянной делегации в Парламентской ассамблее ОБСЕ, а также руководил группой по межпарламентским связям с ОАЭ.
В декабре 2003 года назначен председателем Государственного комитета природных ресурсов Украины (Комитет был создан в сентябре 2003 года по решению СНБО Украины и в момент назначения существовал лишь «на бумаге»). За два месяца 2004 года было разработано и утверждено Кабинетом министров Украины Положение о комитете, его структуру, штатное расписание и создана материально-техническая база для его работы. Была разработана новая редакция Кодекса о недрах, Комплексная программа противооползневых мероприятий на 2005—2014 гг. Впервые в истории Украины были проведены конкурсы аукционы по продаже специальных разрешений (лицензий) на право пользования недрами.
20 мая 2004 года досрочно сложил депутатские полномочия.
25 мая 2006 года стал народным депутатом Украины V созыва по многомандатному общегосударственному округу по списку Партии регионов под номером 110.
30 сентября 2007 года на внеочередных парламентских выборах в Верховную раду в результате соглашения, достигнутого 27 мая 2007 года между президентом Виктором Ющенко и премьер-министром Виктором Януковичем в качестве выхода из затяжного политического кризиса, Злочевский прошёл в парламент по спискам Партии регионов.
23 ноября 2007 года стал народным депутатом Украины VI созыва, членом Комитета ВР по вопросам бюджета. Входил в состав парламентской Временной следственной комиссии по вопросам расследования фактов нарушения должностными лицами Государственных администраций Киевской области Конституции Украины и действующего законодательства страны при предоставлении и переоформлении прав на земельные участки.
25 марта 2010 года распоряжением Кабинета Министров назначен на должность главы Государственного комитета материального резерва Украины.
2 июля 2010 года назначен Министром охраны окружающей природной среды Украины.
9 декабря 2010 года освобождён от должности министра по вопросам охраны окружающей природной среды, в связи с проведением административной реформы и в тот же день назначен министром экологии и природных ресурсов Украины.
4 февраля 2011 года досрочно прекращены полномочия народного депутата Украины, в связи с личным заявлением и переходом на работу в правительство.
20 апреля 2012 года Злочевский подал в отставку с министерского поста; на эту должность был назначен Эдуард Ставицкий.
С 23 апреля 2012 по 26 февраля 2014 года Злочевский работал на позиции заместителя секретаря Совета национальной безопасности и обороны (СНБО) Украины, где в соответствии с разделением функциональных обязанностей между заместителями курировал Департамент экономической и социальной безопасности.

### Благотворительность
В 2011 году, возглавляя Минэкологии, инициировал создание Центра спасения и реабилитации бурых медведей на территории Национального природного парка «Синевир». По инициативе Злочевского были выделены средства для создания проекта развития Туристско-художественного комплекса «Имение Святого Николая» Национального природного парка «Гуцульщина».

## Семья
Имеет двух дочерей: Карину 1991 года рождения (член совета директоров «Burisma Holdings») и Анну 1999 года рождения.